# Mazagon Dock Shipbuilders Limited
Mazagon Dock Shipbuilders Limited (MDL) (Marathi मझगांव डॉक शिपबिल्डर्स लिमिटेड) ist eine führende Werft in Indien. Sie hat ihren Sitz in Mumbai im Bundesstaat Maharashtra.

## Geschichte
Die erste Werft an diesem Standort wurde im 18. Jahrhundert gegründet. Die Eigner wechselten im Laufe der Zeit, unter anderen waren es die Peninsular and Oriental Steam Navigation Company und die British India Steam Navigation Company. 1934 wurde der Betrieb unter dem Namen Mazagon Dock Limited als Kapitalgesellschaft registriert. Um die Unabhängigkeit von ausländischen Rüstungsunternehmen zu verbessern, wurde die Werft 1960 verstaatlicht und in ein öffentliches Unternehmen der indischen Regierung umgewandelt. Da der bisherige Firmenname den Kern des Unternehmens nicht ausreichend beschrieb, wurde die Werft 2015 in Mazagon Dock Shipbuilders Limited umbenannt.

## Schiffbau
Der Schwerpunkt von Mazagon Dock Shipbuilders Limited liegt im Bau von Kriegsschiffen und Unterseebooten für die Indische Marine. Darüber hinaus werden auch Handelsschiffe und Arbeitsschiffe bis 30.000 tdw gebaut. Die Werft verfügt über eine eigene Entwurfsabteilung, drei Hellinge, vier Trockendocks und einen Ausrüstungshafen.

## Neubaubeispiele

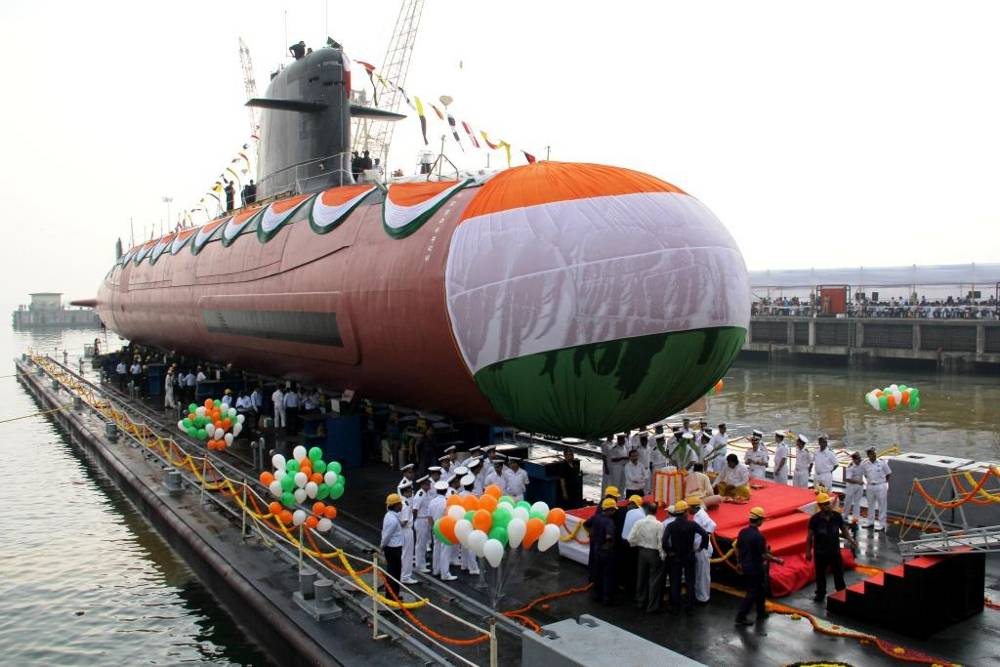
Stapellauf INS Kalvari

Nilgiri-Klasse
Das erste bei MDL gebaute Kriegsschiff war die Fregatte INS Nilgiri, ein Nachbau der britischen Leander-Klasse. Das Typschiff lief am 15. Oktober 1966 vom Stapel und wurde am 23. Juni 1972 in Dienst gestellt. Bis 1981 wurden noch fünf weitere Schiffe dieser Klasse an die indische Marine abgeliefert.
Godavari-Klasse
Die drei Fregatten sind ein indischer Entwurf auf Grundlage der Leander-Klasse. Sie wurden zwischen 1983 und 1988 abgeliefert.
Shishumar-Klasse
Von der U-Boot-Klasse 209 hat die indische Marine vier Einheiten erhalten. Zwei Boote wurden bei Howaldtswerke-Deutsche Werft gebaut und zwei weitere Boote von 1984 bis 1994 bei MDL.
Delhi-Klasse (Project 15)
Die Lenkwaffenzerstörer dieser Klasse sind von MDL entworfen worden. Die INS Delhi lief im Februar 1991 vom Stapel und wurde am 15. November 1997 in Dienst gestellt. Die INS Mysore wurde 1999 und die INS Mumbai 2001 abgeliefert.
Shivalik-Klasse (Project 17)
Von dieser Klasse sind drei Fregatten mit Tarnkappentechnik für die indische Marine entwickelt und gebaut worden. Die Schiffe wurden 2010, 2011 und 2012 in Dienst gestellt.
Kolkata-Klasse (Project 15A)
Das Typschiff dieser Lenkwaffenzerstörer mit Tarnkappentechnik, INS Kolkata, lief am 30. März 2006 vom Stapel und wurde am 16. August 2014 in Dienst gestellt. Die INS Kochi wurde am 30. September 2015 und die INS Chennal am 21. November 2016 übernommen.
Kalvari-Klasse (Project 75)
Sechs Unterseeboote der Scorpène-Klasse werden seit 2009 in Lizenz bei MDL gebaut. Die INS Kalvari lief am 6. April 2015 vom Stapel und befindet sich zurzeit in Erprobung.
Visakhapatnam-Klasse (Project 15B)
Diese Schiffsklasse ist eine Weiterentwicklung des Projekts 15 und soll vier Schiffe umfassen. Die INS Visakhapatnam lief am 20. April 2015 bei MDL vom Stapel.